# Kassim M’Dahoma
Kassim M’Dahoma (ur. 26 stycznia 1997 w Marsylii) – komoryjski piłkarz grający na pozycji prawego obrońcy. Od 2021 jest piłkarzem klubu US Avranches.

## Kariera klubowa
Swoją karierę piłkarską M’Dahoma rozpoczął w klubie FC Côte Bleue. W sezonie 2015/2016 zadebiutował w jego barwach w szóstej lidze francuskiej. W 2016 roku odszedł do GS Consolat z Marsylii, grającego w trzeciej lidze. Swój debiut w nim zaliczył 28 października 2016 w zremisowanym 0:0 domowym meczu z SAS Épinal. Zawodnikiem GS Consolat był przez dwa sezony.
Latem 2018 M’Dahoma przeszedł do US Boulogne. 3 sierpnia 2018 zanotował w nim debiut w zremisowanym 0:0 wyjazdowym meczu z JA Drancy. W Boulogne spędził rok.
Latem 2019 M’Dahoma został piłkarzem klubu FC Bourg-Péronnas. Zadebiutował w nim 23 sierpnia 2019 w zremisowanym 2:2 wyjazdowym spotkaniu SC Toulon. Grał w nim przez sezon.
W 2020 roku M’Dahoma został zawodnikiem SC Lyon, a w swój debiut w nim zanotował 4 września 2020 w przegranym 1:3 wyjazdowym meczu ze Stade Lavallois. W klubie z Lyonu grał przez rok.
Latem 2021 M’Dahoma przeszedł do US Avranches. Zadebiutował w nim 27 sierpnia 2021 w przegranym 0:3 domowym meczu z Bourg-en-Bresse.
| Sezon   | Klub              | Kraj    | Rozgrywki            | Mecze | Gole |
| ------- | ----------------- | ------- | -------------------- | ----- | ---- |
| 2015/16 | FC Côte Bleue     | Francja | DH Méditerranée      | ?     | ?    |
| 2016/17 | GS Consolat       | Francja | Championnat National | 9     | 0    |
| 2017/18 | GS Consolat       | Francja | Championnat National | 22    | 2    |
| 2018/19 | US Boulogne       | Francja | Championnat National | 20    | 1    |
| 2019/20 | FC Bourg-Péronnas | Francja | Championnat National | 16    | 1    |
| 2020/21 | SC Lyon           | Francja | Championnat National | 17    | 1    |

## Kariera reprezentacyjna
W reprezentacji Komorów M’Dahoma zadebiutował 4 czerwca 2017 w przegranym 0:2 towarzyskim meczu z Beninem, rozegranym w Marsylii. W 2022 został powołany do kadry na Puchar Narodów Afryki 2021. Na tym turnieju rozegrał trzy mecze grupowe: z Gabonem (0:1), z Marokiem (0:2) i z Ghaną (3:2).